# Zhongjianichthys rostratus
Zhongjianichthys rostratus — вимерла примітивна  хордова тварина з  кембрію. Зразки тварини знайдені в сланцях  Маотяньшань  (Китай).
Іноді розглядається як рання  риба і, отже, є предком усіх  хребетних. Присутній черевний плавець.